# Greifenverlag
Der Greifenverlag war ein deutscher Verlag, der von 1919 bis 1993 bestand, die Neugründung unter altem Namen von 2009 bestand nur bis 2011.

## Geschichte
Der erste Greifenverlag wurde von Angehörigen der Wandervogelbewegung 1919 in Hartenstein gegründet. Der schwarze Greif war ein Symbol dieser Bewegung. Der Mitbegründer und Geschäftsführer war Karl Dietz. Ab 1921 war der Verlag im thüringischen Rudolstadt ansässig, ab September 1926 auf der dortigen Heidecksburg. Es erschienen beispielsweise die „Greifenkalender – ein Jahreskreis für junge Kunst“ ein Jahresbuch für Kunst mit zahlreichen Kunstabbildungen, Zeitschriften, Fahrtenbücher. Dann sorgten sexualaufklärerische Titel vor allem von dem Berliner Arzt Max Hodann für spektakuläre Aufmerksamkeit. Später folgen politisch-literarische Werke von Karl Grünberg, Johannes R. Becher, Paul Zech. Er verlegte Werke linker Schriftsteller der Weimarer Republik genauso wie Werke von völkischen Autoren. So zum Beispiel das 1925 verlegte Buch von Klara Boesch mit dem Titel Schöpfer und Deuter deutscher Weltanschauung. 1930 wurde aufgrund wirtschaftlicher Probleme die Produktion stark eingeschränkt. Der Verlag existierte aber weiter. In der Zeit des Nationalsozialismus war Karl Dietz bestrebt neue Produkte zu finden. Er versuchte sich den Nationalsozialisten durch die Produktion von Postkarten förmlich anzudienen, war aber nicht erfolgreich damit.
Dietz wurde 1934 wie andere Unternehmer auch förderndes Mitglied des SS-Standarte 11/47.
Nach dem Zweiten Weltkrieg durfte der Rudolstädter Privatverlag 1945 als einer der ersten Verlage mit sowjetischer Lizenz wieder arbeiten. Es kamen unter anderem Lion Feuchtwanger, Victor Klemperer, Karl Barthel und Inge von Wangenheim als Autoren hinzu.
1963/1964 zeigten die Rudolstädter Staatlichen Museen Heidecksburg die Ausstellung „Die Illustratoren des Greifenverlags“.
Nach dem Tod von Karl Dietz im Jahr 1964 verkaufte seine Tochter Gundel Dietz-Elgers den Verlag an den Staat, welcher diesen in einen Volkseigenen Betrieb (VEB) umwandelte. Von da an verlor der Greifenverlag an literarischem Einfluss und verlegte zunehmend Unterhaltungsliteratur, darunter die Greifenkrimis. Nach der Wende wurden von der Treuhandanstalt zwei Privatisierungsversuche unternommen, die 1993 mit der Insolvenz des Verlages scheiterten. Die Treuhandanstalt hatte in beiden Fällen eine gewissenhafte Prüfung der Investoren unterlassen.
Im Januar 2009 gründeten die Verleger Matthias Oehme, Frank Schumann und Holger Elias den Greifenverlag in Berlin neu. Ab dem 15. Mai 2009 hatte das Verlagshaus als Verlagsgenossenschaft seinen Sitz wieder im thüringischen Rudolstadt. Nach der Auflösung der von den drei gegründeten Gesellschaft bürgerlichen Rechts im Mai 2009 wurde der Verlag als Genossenschaft geführt. Im März 2011 musste diese Genossenschaft Insolvenz anmelden. Am 20. Juli 2011 beschloss das Amtsgericht Gera, den Geschäftsbetrieb des Greifenverlag zu Rudolstadt und Berlin eG einzustellen.
Der Knabe Verlag Weimar führt den Greifenverlag als Imprint weiter.

## Programm
Nach eigenen Angaben legte der Verlag von 2009 bis 2011 etwa 80 Titel auf: Kleine Klabund-Reihe, Jakob-Wassermann-Reihe, Bücher zur Zeitgeschichte, zeitgenössische Romane und belletristische Klassiker von Ernst Barlach, Friedrich Glauser, Nikolai Gogol, Georg Heim, Ödön von Horváth, Erich Mühsam, Alexander Puschkin, Rainer Maria Rilke, Adalbert Stifter, Bertha von Suttner, Kurt Tucholsky, Émile Zola. Weiter erschienen Bücher der thüringischen Autoren Norbert Klaus Fuchs, Klaus Jäger, Ulla Spörl und des Hamburger Romanautors Dirk C. Fleck.
Der Verlag publizierte jährlich einen umfangreichen literarisch anspruchsvollen illustrierten Greifenalmanach.
Illustratoren des Verlags waren u. a. Horst Bartsch, Hans-Joachim Behrendt, Helmut Fiege (* 1931), Regine Grube-Heinecke, Hainz Hamisch, Horst Hausotte, Karl-Georg Hirsch, Christa Jahr, Werner Klemke, Harald Kretzschmar, Ingeborg Lenz (1928–1984), Barbara Lechner, Barbara Matz-Langensiepen (* 1946), Rolf Felix Müller, Erika Müller-Pöhl, Walter Nauer, Ilse Raddatz-Unterstein (* 1930), Karin Rauhut (* 1941), Käte Richter-Lohse, Kurt Römhild, Erhard Schreier, Karl Stratil, Gerhard Vontra, Wolfgang Würfel und Kurt Zimmermann.

## Archiv
Das bis auf die Gründungszeit zurückgehende Archiv des Greifenverlages befindet sich im Thüringischen Staatsarchiv Rudolstadt. Der Nachlass des letzten Cheflektors bis 1993, Helmut Nitschke, lagert ebenfalls dort. In der Bibliothek des Deutschen Literaturarchivs Marbach wird seit 1993 das Teilarchiv der Verlagsproduktion des Greifenverlags als geschlossene Bibliothek, insgesamt 773 Bände, aufbewahrt.